# Jan Kačer
Jan Kačer, né le 3 octobre 1936 à Holice et mort le 24 mai 2024 à Prague, est un acteur, metteur en scène, homme politique, réalisateur et pédagogue tchécoslovaque puis tchèque.

## Biographie
Jan Kačer naît le 3 octobre 1936 à Holice.

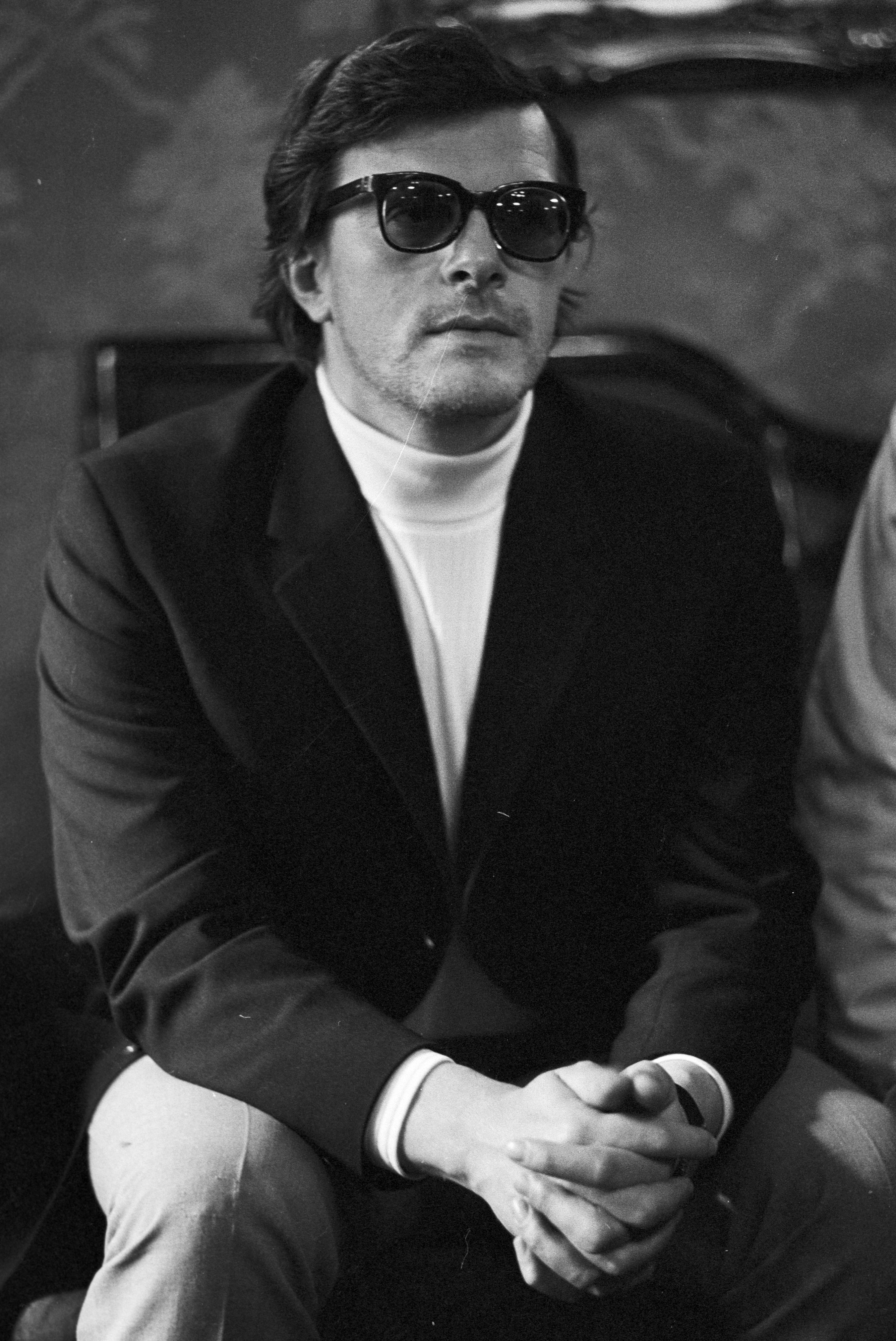
Jan Kačer en 1971.

Il commence ses études d’art dramatique dans les années 1950. Sa carrière cinématographique est principalement associée à la nouvelle vague des années 1960. Il joue dans des films réalisés par Ewald Schorm, Ján Kadár, Elmar Klos et František Vláčil. C'est en tant que directeur de théâtre qu'il reçoit la plus grande reconnaissance professionnelle.
Jan Kačer meurt le 24 mai 2024 à Prague, à l’âge de 87 ans.

## Hommage
Le président du gouvernement, Petr Fiala, a déclaré sur le réseau X qu'il respectait Jan Kačer non seulement pour sa contribution au théâtre et au cinéma tchèques, mais aussi pour ses attitudes civiques fondées sur des principes, dont il a fait preuve pendant la période de la dictature communiste.